# Brazi
Brazi is een Roemeense gemeente in het district Prahova.

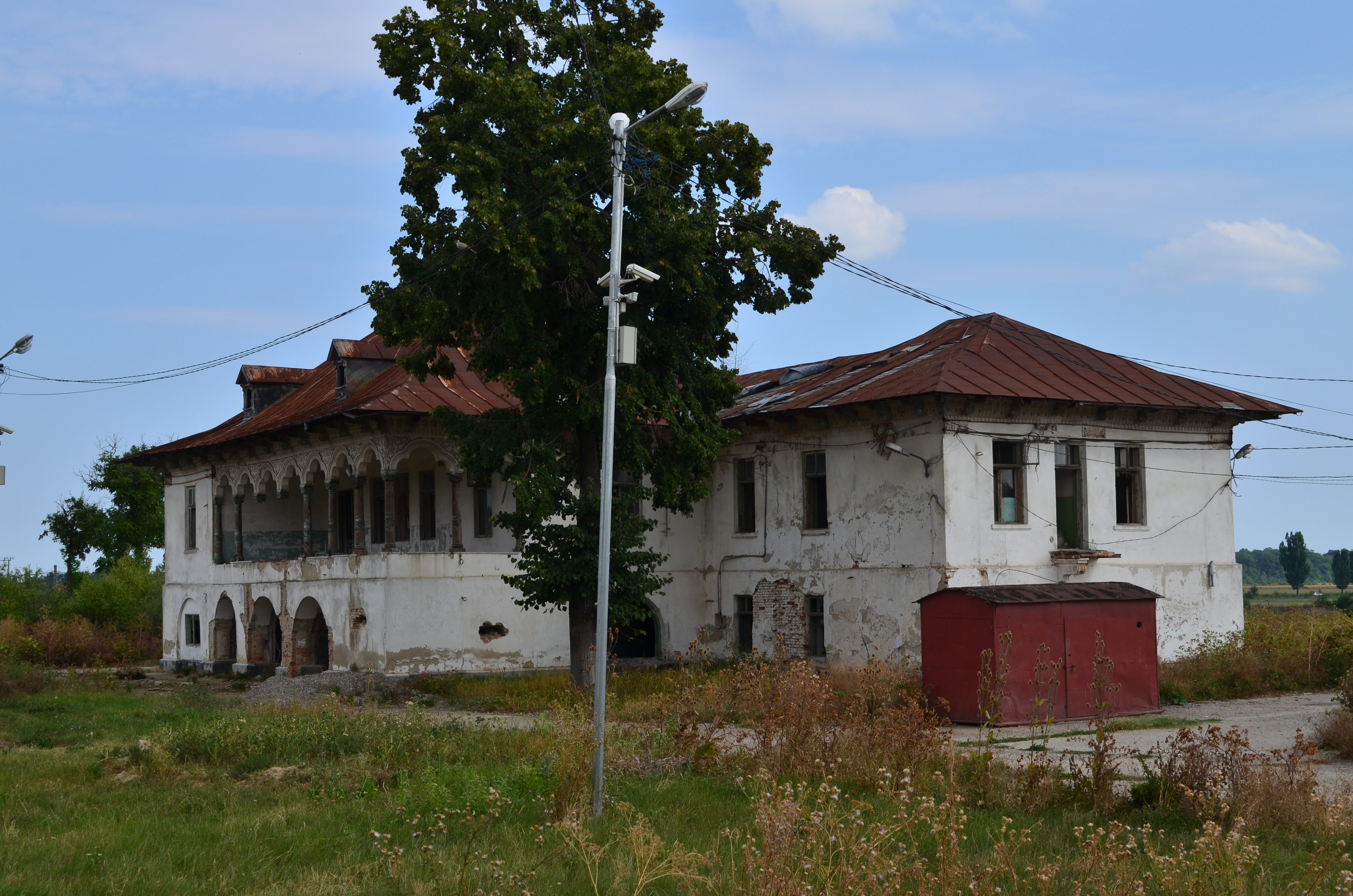
Conacul Nicolau, Brazi

Brazi telt 8293 inwoners.